# Muso Shinden-ryu
Muso Shinden-ryu (夢想神伝流, Musō Shinden-ryū) er en japansk iaido-skole (japansk sværdtrækning), der blev stiftet af Nakayama Hakudō (中山博道, 1873-1958) i 1932. Skolen er afledt af Shin Muso Hayashizaki Ryu. Muso Shinden-ryu er i dag en af de mest udbredte iaido-skoler i Japan.

## Historie
Den oprindelige skole hed Shin Muso Hayashizaki Ryu, der var en iaijutsu-skole. Denne skole delte sig i flere retninger, hvoraf den ene hovedretning hed Shimomura-ha. I 1932 udviklede Nakayama Hakudō (中山博道, 1873-1958) sin egen specielle stil, en fortolking af Shin Muso Hayashizaki Ryu (Hasegawa Eishin linjen). Hakudō kaldte sin iaido-skole for Muso Shinden-ryu. Navnet Musō Shinden-ryū blev dog først kendt omkring 1955 og efter Hakudōs død besluttede hans tilhængere formelt, at anvende dette navn.
I perioden 1912-26 hjalp Ōe Masamichi Shikei (1852-1927) fra iaido-skolen Muso Jikiden Eishin Ryu Hakudō med at implementere sværdtrækningsteknikkerne. Til de i forvejen 11 teknikker, der stammer fra skolen Omori Ryu, blev der tilføjet en enkelt teknik. Disse teknikker blev samlet under betegnelsen shōden. Shōden er det første niveau i undervisningen, hvor teknikkerne starter fra siddende stilling, kaldet seiza. Chūden er det andet niveau, der består af 10 teknikker fra "hugsiddende stilling", kaldet tatehiza. Disse teknikker blev ligeledes tilføjet pensum og er taget fra Muso Jikiden Eishin Ryu. Det tredje niveau af teknikker, der blev indført var det såkaldte, okuden, et standardiseret pensum fra Muso Jikiden Eishin Ryu. Okuden opdeles i to dele. Den ene del kaldes for suwari-waza, der består af otte teknikker, startende fra stillingen tatehiza. Den anden del af okuden består af 13 teknikker, kaldet tachi-waza, - teknikker der starter fra stående stilling.
Perioden efter at den oprindelige Shin Muso Hayashizaki Ryu blev opdelt og frem til Nakayama Hakudō, blev Shimomura-ha ledet af følgende personer:
- Matsuyoshi Teisuke (Shinsuke) Hisanari
- Yamakawa Kyūzō Yukikatsu (Yukio)
- Shimomura (Tsubouchi) Moichi (Seisure) Sadamasa
- Hosokawa (Gishō) Toshimasa (Yoshiuma)
- Nakayama (Hakudō) (Yūshin) Hiromichi

Nakayama udnævnte ingen leder som efterfølger for ham selv og dermed Muso Shinden-ryu, den centrale linje eksisterer derfor ikke længere i sin oprindelige form med overlevering fra skolens leder til den næste leder.

## Pensa
Pensa for Muso Shinden-ryu består af følgende tre niveauer:
| Niveau             | Kilde                   | Stilling               |
| ------------------ | ----------------------- | ---------------------- |
| Shōden             | Omori Ryū               | Seiza (siddende)       |
| Chūden             | Muso Jikiden Eishin Ryu | Tatehiza (hugsiddende) |
| Okuden suwari-waza | Muso Jikiden Eishin Ryu | Tatehiza (hugsiddende) |
| Okuden tachi-waza  | Muso Jikiden Eishin Ryu | Tachiwaza (stående)    |